# Barbie din Lacul Lebedelor
Barbie din Lacul Lebedelor (engleză Barbie of Swan Lake) este un film de animație produs de Mainframe Entertainment pentru Mattel, regizat de Greg Richardson, și lansat de Universal Studios Home Entertainment pe 30 septembrie 2003 în Statele Unite ale Americii.